# Glenea dohertyi
Glenea dohertyi là một loài bọ cánh cứng trong họ Cerambycidae.